# Plavání na Letních olympijských hrách 1900
Plavání na Letních olympijských hrách 1900.

## Přehled medailí
| Pořadí | Země                 | Zlato | Stříbro | Bronz | Celkově |
| ------ | -------------------- | ----- | ------- | ----- | ------- |
| 1.     | Velká Británie (GBR) | 2     | 0       | 1     | 3       |
| 2.     | Austrálie (AUS)      | 2     | 0       | 0     | 2       |
| 2.     | Německo (GER)        | 2     | 0       | 0     | 2       |
| 4.     | Francie (FRA)        | 1     | 2       | 2     | 5       |
| 5.     | Rakousko (AUT)       | 0     | 3       | 1     | 4       |
| 6.     | Maďarsko (HUN)       | 0     | 2       | 1     | 3       |
| 7.     | Dánsko (DEN)         | 0     | 0       | 1     | 1       |
| 7.     | Nizozemsko (NED)     | 0     | 0       | 1     | 1       |
| Celkem | Celkem               | 7     | 7       | 7     | 21      |

### Soutěže mužů
| Kategorie             | Zlato                                                                                              | Stříbro                                                                                      | Bronz                                                                                      |
| --------------------- | -------------------------------------------------------------------------------------------------- | -------------------------------------------------------------------------------------------- | ------------------------------------------------------------------------------------------ |
| 200 m volný způsob    | Frederick Lane · Austrálie (AUS)                                                                   | Zoltán Halmay · Maďarsko (HUN)                                                               | Karl Ruberl · Rakousko (AUT)                                                               |
| 1000 m volný způsob   | John Arthur Jarvis · Velká Británie (GBR)                                                          | Otto Wahle · Rakousko (AUT)                                                                  | Zoltán Halmay · Maďarsko (HUN)                                                             |
| 4000 m volný způsob   | John Arthur Jarvis · Velká Británie (GBR)                                                          | Zoltán Halmay · Maďarsko (HUN)                                                               | Louis Martin · Francie (FRA)                                                               |
| 200 m znak            | Ernst Hoppenberg · Německo (GER)                                                                   | Karl Ruberl · Rakousko (AUT)                                                                 | Johannes Drost · Nizozemsko (NED)                                                          |
| 200 m týmový závod    | Německo (GER) · Ernst Hoppenberg · Max Hainle · Julius Frey · Max Schöne · Herbert von Petersdorff | Francie (FRA) · Maurice Hochepied · Victor Hochepied · J. Bertrand · Verbecke · Victor Cadet | Francie (FRA) · René Tartara · Louis Martin · Désiré Merchez · Georges Leuillieux · Houben |
| 200 m překážková trať | Frederick Lane · Austrálie (AUS)                                                                   | Otto Wahle · Rakousko (AUT)                                                                  | Peter Kemp · Velká Británie (GBR)                                                          |
| Plavání pod vodou     | Charles de Vendeville · Francie (FRA)                                                              | André Six · Francie (FRA)                                                                    | Peder Lykkeberg · Dánsko (DEN)                                                             |